# Lierde
Lierde là một đô thị ở tỉnh Oost-Vlaanderen. Đô thị này bao gồm các thị xã Deftinge, Hemelveerdegem, Sint-Maria-Lierde và Sint-Martens-Lierde. Tại thời điểm ngày 1 tháng 1 năm  2006 Lierde có tổng dân số 6.399 người. Tổng diện tích là 26,13 km² với mật độ dân số là 245 người trên mỗi km².